# پیپت گینه نو
پیپت گینه نو (نام علمی: Anthus gutturalis) نام یک گونه از سرده پیپت است.